# كين كاميرون
كين كاميرون (بالإنجليزية: Ken Cameron)‏ هو مخرج أسترالي، ولد في 1946 في تنترفيلد (أستراليا) في أستراليا.

## وصلات خارجية
- كين كاميرون على موقع IMDb (الإنجليزية)
- كين كاميرون على موقع ألو سيني (الفرنسية)
- كين كاميرون على موقع أول موفي (الإنجليزية)
- كين كاميرون على موقع قاعدة بيانات الأفلام السويدية (السويدية)
- كين كاميرون على موقع قاعدة بيانات الفيلم (الإنجليزية)
- كين كاميرون على موقع كينوبويسك (الروسية)